# بوب ألبرشت
بوب ألبرشت (بالإنجليزية: Bob Albrecht)‏ هي كاتِبة أمريكية، ولدت في 18 فبراير 1930 في ماسون سيتي في الولايات المتحدة.